# Heterocerus unituberculosus
Heterocerus unituberculosus är en skalbaggsart som beskrevs av Miller 1995. Heterocerus unituberculosus ingår i släktet Heterocerus och familjen strandgrävbaggar. Inga underarter finns listade i Catalogue of Life.